# United States Census 1870
Der United States Census 1870 war die neunte Volkszählung in den USA seit 1790. Als Ergebnis der Auszählung wurde für die USA zum Stichtag 1. Juni 1870 eine Bevölkerungszahl von 38.555.983 Einwohnern ermittelt. Erstmals wurde über die sogenannte schwarze Bevölkerung ein detailliertes Bild gewonnen, nachdem die Sklaverei abgeschafft worden war.
Dem Census von 1870 haftet die Kritik an, die tatsächliche Bevölkerungszahl zu unterschätzen. Vermutet wird eine Untererhebung in den Bundesstaaten New York und Pennsylvania.
Die Daten enthalten Angaben zur Zahl der Wohngebäude, Anzahl der Familien und ihre Mitglieder jeweils mit Alter, Geschlecht, Hautfarbe, Beruf oder Ausbildung (für Personen im Alter über 15 Jahren), Grundstückswert, Wert des persönlichen Eigentums, Geburtsort, Geburtsdatum, Personenstand, Analphabetentum (für Personen im Alter über 20 Jahren), Behinderungen (Taubheit oder Taubstummheit, Blindheit, Irrsinnigkeit, Schwachsinnigkeit), Bedürftigkeit, vorbestraft.
Die Daten der Volkszählung sind als Mikrodaten dokumentiert und abrufbar.
Die in den alle zehn Jahre stattfindenden Volkszählungen der Vereinigten Staaten ermittelten Einwohnerzahlen der Bundesstaaten sind der Schlüssel zur Festlegung der Anzahl der Abgeordneten aus diesen Bundesstaaten im Repräsentantenhaus der Vereinigten Staaten. Die Anpassung wird in der Regel im übernächsten Kongress nach einer Volkszählung vorgenommen.

## Bevölkerungsreichste Städte
Die 50 bevölkerungsreichsten Städte der USA nach Einwohnerzahl im Jahr 1870.
| Rang | Stadt            | Bundesstaat          | Bevölkerung |
| ---- | ---------------- | -------------------- | ----------- |
| 1    | New York City    | New York             | 942.292     |
| 2    | Philadelphia     | Pennsylvania         | 674.022     |
| 3    | Brooklyn         | New York             | 396.099     |
| 4    | St. Louis        | Missouri             | 310.864     |
| 5    | Chicago          | Illinois             | 298.977     |
| 6    | Baltimore        | Maryland             | 267.354     |
| 7    | Boston           | Massachusetts        | 250.526     |
| 8    | Cincinnati       | Ohio                 | 216.239     |
| 9    | New Orleans      | Louisiana            | 191.418     |
| 10   | San Francisco    | Kalifornien          | 149.473     |
| 11   | Buffalo          | New York             | 117.714     |
| 12   | Washington, D.C. | District of Columbia | 109.199     |
| 13   | Newark           | New Jersey           | 105.059     |
| 14   | Louisville       | Kentucky             | 100.753     |
| 15   | Cleveland        | Ohio                 | 92.829      |
| 16   | Pittsburgh       | Pennsylvania         | 86.076      |
| 17   | Jersey City      | New Jersey           | 82.546      |
| 18   | Detroit          | Michigan             | 79.577      |
| 19   | Milwaukee        | Wisconsin            | 71.440      |
| 20   | Albany           | New York             | 69.422      |
| 21   | Providence       | Rhode Island         | 68.904      |
| 22   | Rochester        | New York             | 62.386      |
| 23   | Allegheny        | Pennsylvania         | 53.180      |
| 24   | Richmond         | Virginia             | 51.038      |
| 25   | New Haven        | Connecticut          | 50.840      |
| 26   | Charleston       | South Carolina       | 48.956      |
| 27   | Indianapolis     | Indiana              | 48.244      |
| 28   | Troy             | New York             | 46.465      |
| 29   | Syracuse         | New York             | 43.051      |
| 30   | Worcester        | Massachusetts        | 41.105      |
| 31   | Lowell           | Massachusetts        | 40.928      |
| 32   | Memphis          | Tennessee            | 40.226      |
| 33   | Cambridge        | Massachusetts        | 39.634      |
| 34   | Hartford         | Connecticut          | 37.180      |
| 35   | Scranton         | Pennsylvania         | 35.092      |
| 36   | Reading          | Pennsylvania         | 33.930      |
| 37   | Paterson         | New Jersey           | 33.579      |
| 38   | Kansas City      | Missouri             | 32.260      |
| 39   | Mobile           | Alabama              | 32.034      |
| 40   | Toledo           | Ohio                 | 31.584      |
| 41   | Portland         | Maine                | 31.413      |
| 42   | Columbus         | Ohio                 | 31.274      |
| 43   | Wilmington       | Delaware             | 30.841      |
| 44   | Dayton           | Ohio                 | 30,473      |
| 45   | Lawrence         | Massachusetts        | 28.921      |
| 46   | Utica            | New York             | 28.804      |
| 47   | Charlestown      | Massachusetts        | 28.323      |
| 48   | Savannah         | Georgia              | 28.235      |
| 49   | Lynn             | Massachusetts        | 28.233      |
| 50   | Fall River       | Massachusetts        | 26.766      |